# Soprano Falcon

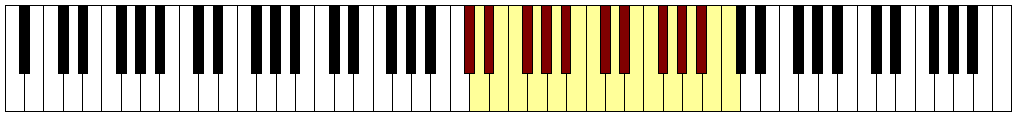
Soprano

Contralto

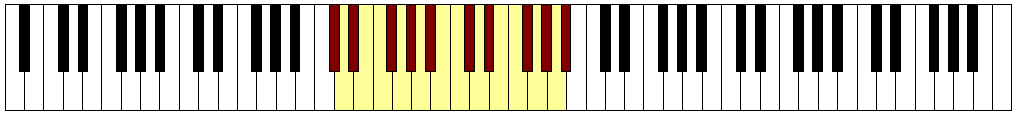
Tenore

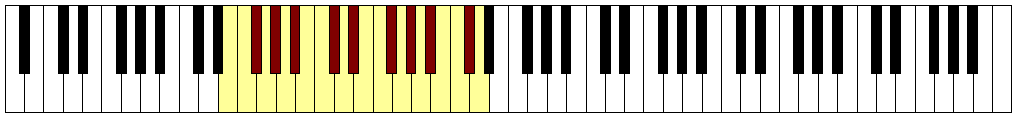
Basso

Il soprano Falcon è una variante di soprano drammatico individuata nella produzione francese della seconda metà dell'Ottocento.

## Caratteri generali
Deve il suo nome al soprano drammatico francese Marie-Cornélie Falcon (1814-1897), per cui furono creati i ruoli di Rachel e Valentine. Benché il suo registro naturale fosse di soprano, possedeva un registro centrale ricco ed esteso e buona estensione e corposità in quello basso.
La sua peculiarità era quella di saper legare senza sforzo i suoni acuti mantenendo fermi quelli medi e gravi.
Questo modo di cantare creò ben presto uno stile, tanto che anche Richard Wagner scrisse tre ruoli per la tessitura di un soprano centrale con le abilità della Falcon.

## Vocalità
Il soprano Falcon è un soprano drammatico dal timbro ibrido, simile a quello del mezzosoprano, buona estensione e tenuta nel grave e nei centri; la sua tessitura è pressoché centrale, con solo brevi momenti di sfogo nel registro acuto (peraltro non particolarmente esteso), tanto che molti mezzosoprani drammatici si sono cimentati in questi ruoli.
Anche l'estensione è ibrida, essendo più ampia nel registro grave e centrale, ed è compresa tra il sol grave e il si acuto (sol2 - si4).

## Ruoli per soprano Falcon
- Valentine (Les Huguenots)
- Rachel (La Juive)
- Eboli (Don Carlos)
- Léonor de Guzman (La favorite)
- Venere (Tannhäuser)
- Kundry (Parsifal)
- Tigrana (Edgar, prima versione in 4 atti)
- Santuzza (Cavalleria rusticana)
- Lady Macbeth (Macbeth)

## Soprani Falcon celebri
- Marie-Cornélie Falcon
- Giulietta Simionato
- Jessye Norman
- Grace Bumbry
- Shirley Verrett
- Christa Ludwig
- Giovanna Casolla
- Anna Caterina Antonacci
- Violeta Urmana
- Katia Riotto
- Paola Campania